# 貴布禰神社 (秩父市)
貴布禰神社（きぶねじんじゃ）は、埼玉県秩父市下吉田の井上耕地に鎮座する神社。
旧村社。貴布祢神社、貴船大明神、貴船社、貴布祢様とも言われる。

## 主祭神
- 高龗神[1]

### 境内社
『新編武蔵風土記稿』巻之260 秩父郡之15 下吉田村によると、次の通り。
- 太神宮
- 熊野社
- 諏訪社
- 稲荷社
- 天王社

## 概要

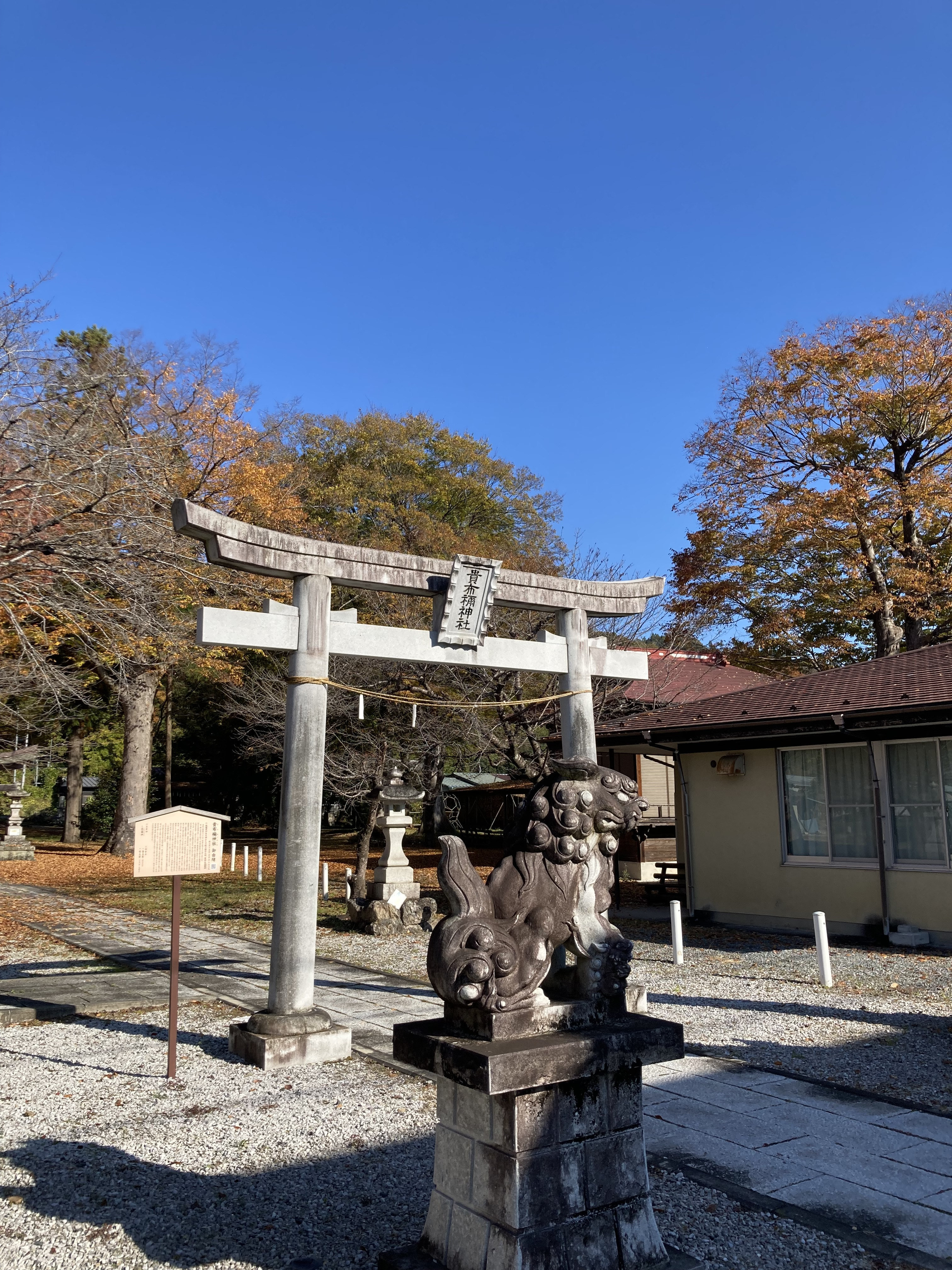
鳥居

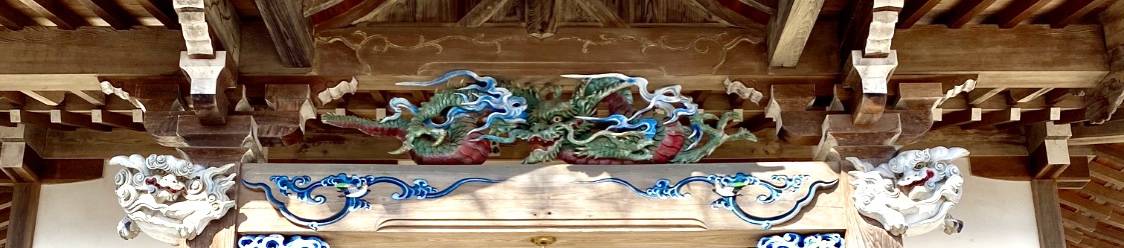
彫刻

社殿正面には龍の宮彫りがされている。同境内には八坂神社と山の神が祀られている。八坂神社では毎年7月に例祭が行われ町内を傘鉾の山車が引き回される。
神職は宮川家にて続いていたが、大正時代頃に非常駐となり、椋神社の神主が管理していたが、現在は秩父神社の神官が宮司となっている。
一時期、地元でのやり取りを記載した日記や秩父事件の詳細を記した『田中千弥日記』の著者 田中千弥が明治15年より社務を務めた。

## 貴布祢神社神楽
埼玉県指定無形民俗文化財の貴布祢神社神楽が春と秋の大祭で奉納される。一社相伝の神楽であり、現在は貴布禰神社の氏子が継承を続けている（貴布祢神社神楽保存会）。

## 歴史
元々は弘仁9年（818年）の大干ばつが起こり、熊野社に請い高龗神を勧請して恵みの雨を得て社を作り祀ったのが始まりと言われている。
正暦2年（991年）の干ばつを救った時には遠近の諸人が家財を寄進したと伝えられ、その時に貴布祢大神を分祀して以来、貴布禰大明神と称した。

## 例祭日
- 春大祭（四月三日）
- 秋大祭（十月第一日曜日）

## 場所
- 埼玉県秩父市下吉田6739番地